# Innervisions (Label)
Innervisions ist ein elektronisches Musiklabel mit Sitz in Berlin. 

## Geschichte & Ausrichtung
Das Label wurde 2005 von Kristian Rädle, Frank Wiedemann (beide bilden das Produzentenduo Âme), Steffen Berkhahn alias Dixon und dem Geschäftsführer Matthias Bohmbach gegründet.
Die musikalischen Veröffentlichungen bewegt sich im Rahmen elektronischer Musik, wobei die Genre House und Deep House einen Großteil des Repertoires ausmachen.

## Weitere Arbeitsfelder
Innervisions betreibt das Sublabel Exit Strategy und ist darüber hinaus auch ein Verlag. Mit LIAM hat Innervisions seine eigene Veranstaltungsagentur in Leben gerufen um internationale Events ausrichten zu können. Die hauseigenen Booking-Agentur Temporary Secretary wurde im Jahr 2016 gegründet und verbucht knapp 30 Künstler.

## Künstler (Auswahl)
- Aera
- Agoria
- Âme
- Atjazz
- Château Flight
- Culoe De Song
- David August
- Denis Horvat
- Dixon
- Echonomist
- Emmanuel Jal
- Franck Roger
- Frank Wiedemann
- Frankey & Sandrino
- Henrik Schwarz
- Ian Pooley
- Jimi Jules
- Laurent Garnier
- Marcus Worgull
- Rampa
- Recondite
- Stefan Goldmann
- Ten Walls
- Tokyo Blackstar
- Trikk